# Gouvernement Pierlot III
Royaume de Belgique
Pierlot II Pierlot IV (exil)
Le gouvernement Pierlot III était une tripartite d'union nationale à partir du début de la Seconde Guerre mondiale (3 septembre 1939) jusqu'au début de l'occupation allemande (1940), il gouverna dans des conditions difficiles.
L'invasion de la Pologne par l'Allemagne et l'URSS amène Hubert Pierlot à étendre son gouvernement catholique-libéral aux socialistes, formant ainsi un gouvernement d'union nationale auquel le Parlement vote les pleins pouvoirs. L'armée belge, dont Léopold III prend le commandement, est mobilisée ; il s'agit cependant d'une mobilisation défensive, la Belgique insistant sur le fait qu'elle restera neutre dans le conflit. 
Aucun conflit sur le front occidental n'a cependant lieu durant la « drôle de guerre ». La Belgique et les Pays-Bas espèrent encore qu'un arrangement avec l'Axe est possible, malgré les informations transmises par les ambassadeurs belges à Berlin et à Rome. La mobilisation de l'armée pèse cependant sur l'économie au point que l'on autorise certains soldats à reprendre leur travail dans le civil. De plus, certains ministres prônent un rapprochement avec la France et le Royaume-Uni tandis que Léopold III maintient la nécessité de conserver la neutralité du pays.
Les querelles de politique intérieure ne sont pas inexistantes. Le gouvernement donne ainsi sa démission après le rejet par les libéraux du dédoublement linguistique du ministère de l'Instruction publique ; Léopold III, au vu du contexte, refuse cependant la démission du gouvernement. 
Le 10 mai 1940, la Belgique est envahie. Le gouvernement s'exile en France afin de mener le combat mais Léopold III préfère rester en Belgique contre l'avis de ses ministres ; cette rupture entre le gouvernement et le roi pose les bases de la future question royale. Léopold III finit par capituler le 28 mai ; Pierlot déclare aussitôt le roi est en « incapacité de régner », incapacité qui ne sera levée qu'une décennie plus tard. S'alignant sur la position de Paul Reynaud, il condamne la capitulation et accuse le roi de vouloir traiter avec l'ennemi. Mais trois semaines plus tard, le Maréchal Pétain déclare le 17 juin vouloir solliciter une paix séparée. Le 22 juin, la France elle-même capitule et la Troisième République s'effondre. Dès le 18 juin à Bordeaux, Pierlot renonce: il s'installera finalement à Vichy et avec Paul-Henri Spaak tentera lui-même de traiter avec les Allemands en essayant sans succès d'obtenir de leur part sa reconnaissance ou un armistice et en démobilisant pour les envoyer à l'ennemi les militaires qui étaient en France. C'est l'ambassadeur à Londres Émile de Cartier de Marchienne qui refusa cette deuxième capitulation dès le 20 juin, et qui rejoint par le ministre des Colonies Albert De Vleeschauwer le 4 juillet les harcela de télégrammes et d'émissaires. Le ministre des Finances Camille Gutt les rejoignit le 8 août.  Il fallu attendre le 23 août pour que Pierlot et Spaak quittent Vichy. Ils seront retenus deux mois en Espagne et un gouvernement à quatre ministres ne se reformera à Londres qu'en automne, le 23 octobre.

## Composition
| Ministère                                                   | Nom                        | Parti            |
| ----------------------------------------------------------- | -------------------------- | ---------------- |
| Premier ministre                                            | Hubert Pierlot             | Parti Catholique |
| Membre du Conseil des Ministres                             | Paul-Émile Janson          | Parti Libéral    |
| Membre du Conseil des Ministres                             | Henri de Man               | POB              |
| Ministre de l'Interieur                                     | Albert Devèze              | Parti Libéral    |
| Ministre de la Justice                                      | Eugène Soudan              | POB              |
| Ministre des Affaires étrangères et du Commerce extérieur   | Paul-Henri Spaak           | POB              |
| Ministre des Communications                                 | Henri Marck                | Parti catholique |
| Ministre de l'Instruction publique                          | Jules Duesberg             | technicien       |
| Ministre des Finances                                       | Camille Gutt               | technicien       |
| Ministre de la défense nationale                            | Henri Denis                | technicien       |
| Ministre de l'Agriculture                                   | Charles d'Aspremont Lynden | Parti Catholique |
| Ministre des travaux publics et de la résorption du chômage | Arthur Vanderpoorten       | Parti Libéral    |
| Ministre des Affaires économiques et des Classes moyennes   | Gustave Sap                | Parti Catholique |
| Ministre du Travail et de la Prévoyance sociale             | August Balthazar           | POB              |
| Ministre des Colonies                                       | Albert de Vleeschauwer     | Parti Catholique |
| Ministre de la Santé publique *                             | Marcel-Henri Jaspar        | Parti Libéral    |
| Ministre du Ravitaillement                                  | Antoine Delfosse           | Parti Catholique |
| Ministre de l'Information Nationale                         | Arthur Wauters             | POB              |

## Remaniements
- 5 janvier 1940
  - Henri de Man et Arthur Wauters démissionnent.
  - Albert Devèze, ministre démissionnaire de l'intérieur, est remplacé par Arthur Vanderpoorten (lib.).
  - Jules Duesberg, ministre démissionnaire de l'instruction publique, est remplacé par Eugène Soudan (POB).
  - Paul-Émile Janson (lib.) devient ministre de la justice.
  - Léon Matagne (POB) est nommé ministre des travaux publics.
  - Hendrik Marck, ministre démissionnaire des communications est remplacé par Antoine Delfosse (Parti catholique).
- le 24 mars 1940, Gustave Sap, ministre décédé des affaires économiques et des classes moyennes et du ravitaillement, est remplacé par August De Schryver (Parti catholique).
- le 24 juin 1940, Marcel-Henri Jaspar, ministre de la santé publique, est révoqué de ses fonctions pour être parti à Londres sans avoir été préalablement autorisé par le gouvernement. Ses fonctions sont confiées à Arthur Vanderpoorten (Parti libéral).